# سوسوز (شاوشات)
سوسوز (به ترکی استانبولی: Susuz) یک منطقهٔ مسکونی در ترکیه است که در شاوشات واقع شده‌است. سوسوز ۱۰۰ نفر جمعیت دارد.